# 中央军委政治工作部沙河培训基地
中央军委政治工作部沙河培训基地，位于北京市昌平区七里渠小沙河村328号，隶属中央军事委员会政治工作部。

## 简介
该基地原名中国人民解放军总政治部沙河培训基地。其中设有中国人民解放军总政治部沙河招待所。2016年，中国人民解放军总政治部沙河招待所获评为中央和北京市的北京地区（城六区）2016-2018年度会议定点单位。
2016年，中国人民解放军总政治部撤销，该基地更名为中央军委政治工作部沙河培训基地。